# Пиргора
Пиргора́ — деревня в Шумском сельском поселении Кировского района Ленинградской области.

## История
Впервые упоминается в Писцовой книге Водской пятины 1500 года как деревня Пиргола в Егорьевском Теребужском погосте Ладожского уезда.
На карте Санкт-Петербургской губернии Ф. Ф. Шуберта 1834 года обозначена как деревня Пиргала.

ПИРГАЛОВО — деревня принадлежит полковнице Куломзиной, число жителей по ревизии: 62 м. п., 59 ж. п. (1838 год)

ПИРГОЛИ — деревня полковницы Куломзиной, по просёлочной дороге, число дворов — 16, число душ — 70 м. п. (1856 год)

ПИРГОЛА — деревня владельческая при реке Сари, число дворов — 19, число жителей: 84 м. п., 84 ж. п.  (1862 год)

Сборник Центрального статистического комитета описывал деревню так:

ПИРГАЛЫ (ПИРГАЛА) — деревня бывшая владельческая при реке Саре, дворов — 37, жителей — 179; часовня, лавка. (1885 год)

В конце XIX века деревня административно относилась к Шумской волости 1-го стана Новоладожского уезда Санкт-Петербургской губернии, в начале XX века — 4-го стана.
По данным «Памятной книжки Санкт-Петербургской губернии» за 1905 год деревня называлась Пиргалы (Пиргала).
Согласно военно-топографической карте Петроградской и Новгородской губерний издания 1915 года деревня называлась Пиргала, в деревне была ветряная мельница.
С 1917 по 1927 год деревня Пиргала входила в состав Горского сельсовета Шумской волости Волховского уезда.
Согласно данным переписи населения СССР 1926 года в деревне Пиргала проживали 219 человек — все русские.
С 1927 года в составе 1-го Горского сельсовета Мгинского района.
С 1928 года в составе Горского сельсовета.
По данным 1933 года деревня называлась Пиргора и входила в состав Горского сельсовета Мгинского района.

План деревни Пиргора. 1941 год

Согласно топографической карте РККА 1941 года деревня называлась Пиргала и насчитывала 46 дворов. В центре деревни находилась часовня.
С 1954 года в составе Шумского сельсовета.
В 1958 году население деревни Пиргора составляло 110 человек.
С 1960 года в составе Волховского района.
По данным 1966 и 1973 годов деревня Пиргора также находилась в подчинении Шумского сельсовета Волховского района.
По данным 1990 года деревня Пиргора входила в состав Шумского сельсовета Кировского района.
В 1997 году в деревне Пиргора Шумской волости проживал 21 человек, в 2002 году — 22 человека (русские — 95 %).
В 2007 году в деревне Пиргора Шумского СП — 8, в 2010 году — 17 человек.

## География
Деревня расположена в восточной части района на автодороге 41К-530 (Горка — Пиргора), к западу от автодороги 41К-122 (Лаврово — Шум — Ратница).
Расстояние до административного центра поселения — 7 км.
Расстояние до ближайшей железнодорожной станции Войбокало — 4 км.
Деревня находится на правом берегу реки Сарья.
Граница деревни Пиргора проходит по реке Сарья и по землям сельскохозяйственного назначения Шумского сельского поселения.

## Демография
| 1862 | 2007 | 2010 | 2011 | 2017 |
| ---- | ---- | ---- | ---- | ---- |
| 168  | ↘8   | ↗17  | ↘9   | ↘8   |

## Инфраструктура
По данным администрации на 2011 год деревня насчитывала 37 домов.